# 정비 왕씨
정비 왕씨(靜妃 王氏, ? ~ 1345년)는 고려의 제26대 왕 충선왕의 제 3비로, 본관은 개성(開城)이다.

## 생애

### 가계
증조부는 양양공(襄陽公) 왕서(王恕)이시며, 조부는 시안공(始安公) 왕인(王絪)이며, 부친은 서원후(西原侯) 왕영(王瑛)이고, 외조부는 미상이다.
충렬왕의 제2비인 정신부주(정화궁주)는 고모이며, 훗날 심양왕에 오른 왕고는 5촌 조카이다.
또 시아버지이면서 고모부이기도 한 충렬왕은 10촌 종형제, 남편 충선왕은 그녀의 11촌 조카뻘이 된다.

### 세자비 책봉
1287년(충렬왕 13년)에 원래 그녀는 원나라에 바쳐질 공녀로 뽑혀 입조할 예정이었다.
당시 제국대장공주와 함께 온천에 가 있던 세자(훗날의 충선왕)이 안색이 좋지 않아 공주가 그 이유를 묻자, 충선왕은 "내가 서원후의 딸과 혼인하려 했는데, 지금 공녀로 선발되어 있는 까닭으로 기쁘지 아니합니다."라고 이야기하였다. 그리하여 공주는 사람을 시켜 왕씨의 공녀 선발을 중지시키고 집으로 되돌려보냈다.
1289년(충렬왕 15년) 음력 2월 2일 충선왕이 관례를 행하던 날 세자비로 책봉되었다.
당시 원나라의 간섭 하에 있던 고려의 처지때문에 고모 정신부주가 충렬왕과 제일 먼저 혼인하고도 제국대장공주 때문에 제2비로 밀려났듯이, 정비 역시 충선왕과 제일 먼저 혼인했음에도 불구하고 몽고 출신의 계국대장공주와 의비에 이어 제3비로 물러나야 했다. 또 당시 원 세조는 고려의 왕과 원나라 공주의 결혼을 관례로 정착시키려는 의도에서 충선왕과 정비의 혼인을 근친혼이라며 비난했다.

### 책봉 이후
1308년(충선왕 복위년) 충선왕은 자신의 복위교서에서 동성끼리는 혼인을 할 수 없도록 하고, 왕실과 혼인할 수 있는 15개의 가문을 선정하였다.

### 사망과 후손
1345년(충목왕 원년)에 사망하였고, 사후 정비(靜妃)에 추증되었다. 능에 대한 기록은 남아있는 것이 없으며, 자녀는 없었다.

## 가족 관계
- 아버지 : 서원후 왕영(西原侯 王瑛, ?~1291)
- 시아버지 : 제25대 충렬왕(忠烈王, 1236~1308, 재위:1274~1298, 1298~1308)
- 시어머니 : 제국대장공주(齊國大長公主, 1259~1297)
  - 남편 : 제26대 충선왕(忠宣王, 1275~1325, 재위:1298, 1308~1313)

## 정비 왕씨가 등장하는 작품
- 《왕은 사랑한다》 (MBC, 2017년~2017년, 배우: 박환희